# 삿포로 시영 지하철 도호선
삿포로 시 교통국 지하철 도호 선(일본어: 札幌市営地下鉄東豊線)은 삿포로 시 교통국이 운영하는 지하철 노선이다. 일본 홋카이도 삿포로시 히가시구에 있는 사카에마치 역과 도요히라구에 있는 후쿠즈미 역을 잇는다.

## 역사
- 1988년 12월 2일: 사카에마치 ~ 호스이스스키노 구간이 개통.
- 1994년 10월 14일: 호스이스스키노 ~ 후쿠즈미 구간이 개통.
- 2009년 1월 30일: 사피카 도입.
- 2015년 5월 8일: 9000형 차량 운행 개시.

## 운행 형태
다른 노선에 직결 운행을 하지 않는다.

## 차량
- 7000형(1988년 ~ 2016년)
- 9000형(2015년 ~ )

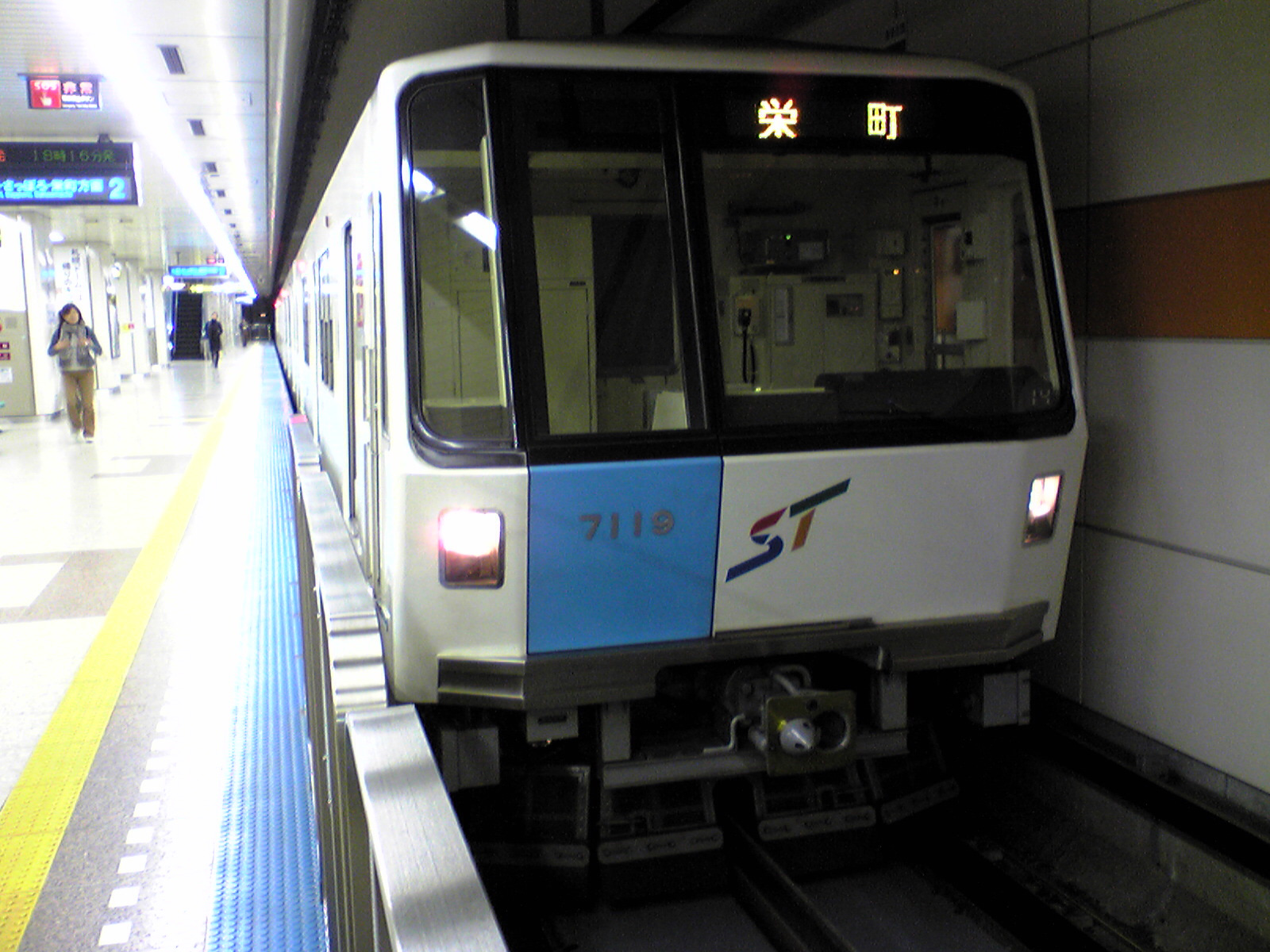
7000형
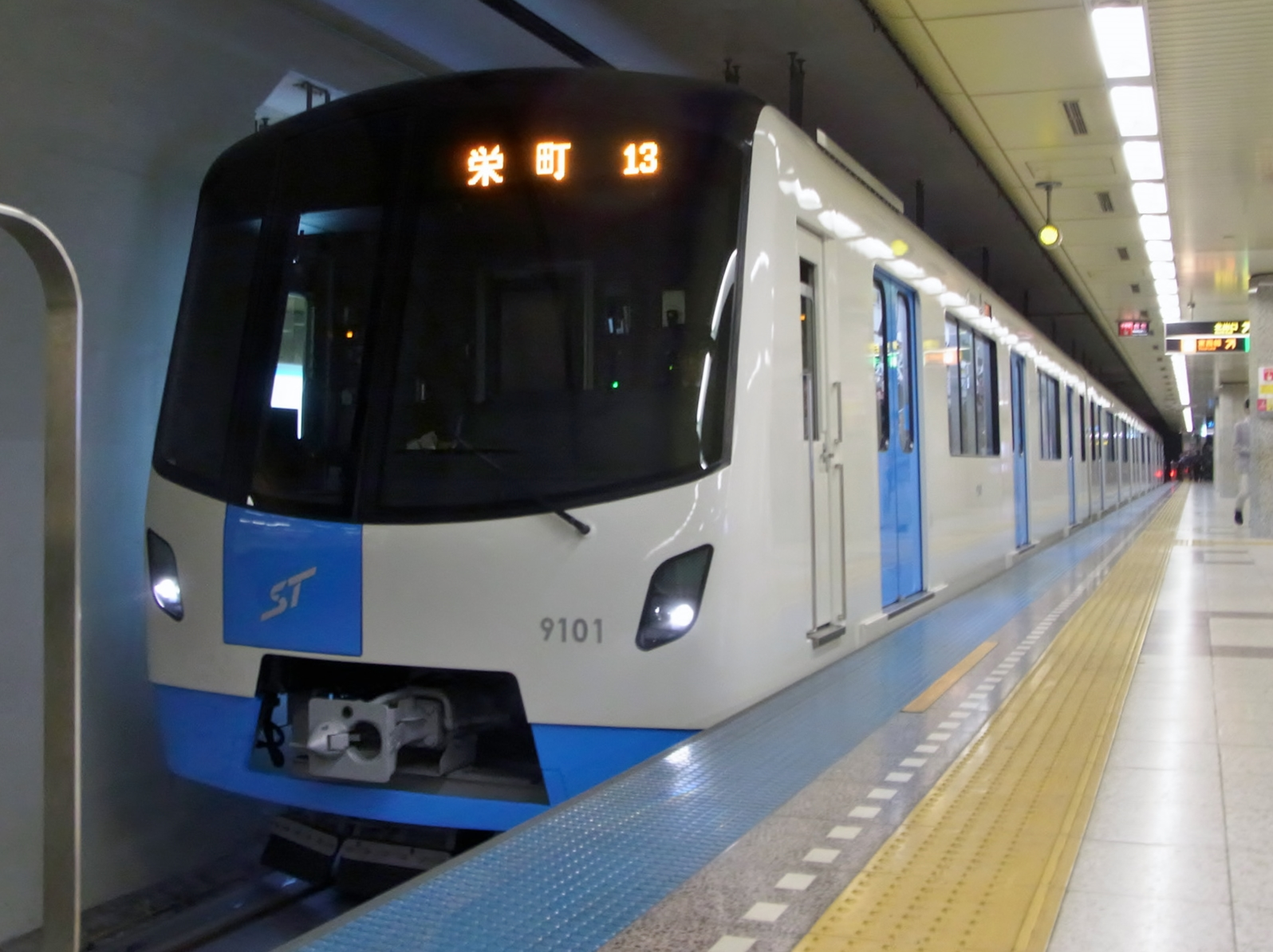
9000형

## 역 목록
| 역 번호 | 역 이름            | 일본어 이름  | 거리 | 접속 노선                                                         | 소재지            | 소재지     |
| ------- | ------------------ | ------------ | ---- | ----------------------------------------------------------------- | ----------------- | ---------- |
| H 01    | 사카에마치         | 栄町         | 0.0  |                                                                   | 홋카이도 삿포로시 | 히가시구   |
| H 02    | 신도히가시         | 新道東       | 0.9  |                                                                   | 홋카이도 삿포로시 | 히가시구   |
| H 03    | 모토마치           | 元町         | 2.1  |                                                                   | 홋카이도 삿포로시 | 히가시구   |
| H 04    | 간조도리히가시     | 環状通東     | 3.5  |                                                                   | 홋카이도 삿포로시 | 히가시구   |
| H 05    | 히가시쿠야쿠쇼마에 | 東区役所前   | 4.5  |                                                                   | 홋카이도 삿포로시 | 히가시구   |
| H 06    | 기타13조히가시     | 北13条東     | 5.4  |                                                                   | 홋카이도 삿포로시 | 히가시구   |
| H 07    | 삿포로             | さっぽろ     | 6.7  | 지하철 난보쿠 선 (N 06) 홋카이도 여객철도 하코다테 본선           | 홋카이도 삿포로시 | 주오구     |
| H 08    | 오도리             | 大通         | 7.3  | 지하철 난보쿠 선 (N 07), 지하철 도자이 선 (T 09) 삿포로 시영 전차 | 홋카이도 삿포로시 | 주오구     |
| H 09    | 호스이스스키노     | 豊水すすきの | 8.1  | 삿포로 시영 전차                                                  | 홋카이도 삿포로시 | 주오구     |
| H 10    | 가쿠엔마에         | 学園前       | 9.5  |                                                                   | 홋카이도 삿포로시 | 도요히라구 |
| H 11    | 도요히라코엔       | 豊平公園     | 10.4 |                                                                   | 홋카이도 삿포로시 | 도요히라구 |
| H 12    | 미소노             | 美園         | 11.4 |                                                                   | 홋카이도 삿포로시 | 도요히라구 |
| H 13    | 쓰키사무추오       | 月寒中央     | 12.6 |                                                                   | 홋카이도 삿포로시 | 도요히라구 |
| H 14    | 후쿠즈미           | 福住         | 13.6 |                                                                   | 홋카이도 삿포로시 | 도요히라구 |